# Szuterén

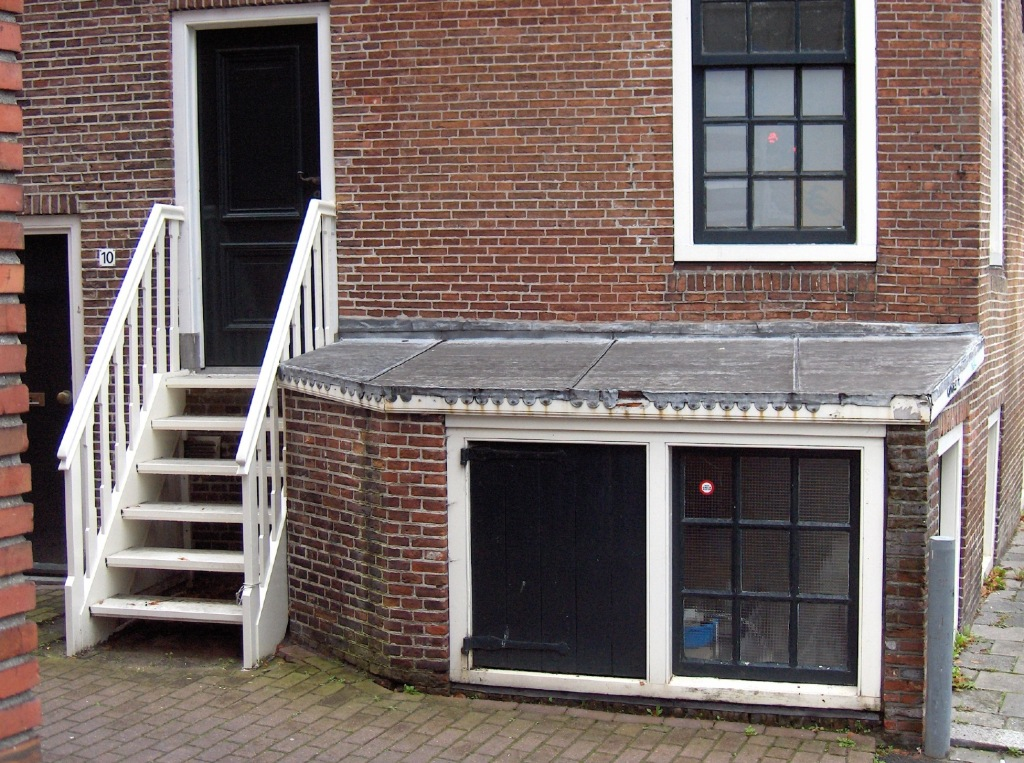
Szuterén Groningenben

A szuterén a souterrain francia szóból ered, jelentése alagsor. A szuterén helyiség padlója a talajszint alatt van, ablakai normál méretűek, ellentétben a pincével. Ha a talaj domborzati egyenetlensége miatt a helyiség vagy lakás egyes részei a talajszint alá kerülnek, akkor is szuterénről beszélünk. Különös figyelmet kell fordítani a megfelelő szigetelésre, mert hajlamos a vizesedésre. Az emeleti ingatlanokhoz képest értéke általában 30-40%-kal kevesebb. A 20. század elején épült szecessziós villaházakban a cselédlakásokat alakították ki a szuterén szinten.